# David Marks
David Lee Marks (* 22. srpna 1948) je americký zpěvák a kytarista. Od února 1962 do října 1963 byl členem skupiny The Beach Boys. Se skupinou hrál znovu v devadesátých letech a v roce 2012 se účastnil turné k padesátému výročí založení skupiny.